# Lynx Edicions
Lynx Edicions es una editorial fundada en 1989 en Barcelona, España, por el abogado y coleccionista Ramon Mascort Amigó, el naturalista Jordi Sargatal y el médico Josep del Hoyo Calduch.
En 2002 se trasladó a Bellaterra. Fue creada inicialmente para publicar básicamente la enciclopedia del Manual de las Aves del Mundo (Handbook of the Birds of the World) que se inició el 1992 con el primer volumen, teniendo en total 16 volúmenes.
Su fondo editorial cuenta también con libros de divulgación naturalista relacionados con la flora, fauna, guías e itinerarios ecoturísticos. También ha creado una nueva colección infantil, Alas de Papel. Los títulos de esta serie constan de dos secciones: narración de una historia imaginaria inspirada en el mundo natural y ampliamente ilustrada y un apartado de conocimientos que trata sobre el personaje del cuento, de una manera didáctica y fácil de comprender.

## Relaciones Empresariales
La editorial mantiene acuerdos de colaboración con entidades como BirdLife International (la organización mundial más importante para el estudio y la conservación de las aves), el Instituto Smithsoniano ( Smithsonian Institution ), de Washington, Conservation International, la American Museum of Natural History, de Nueva York. En colaboración con la IUCN, The World Conservation Union, y Conservation International ha publicado la obra Threatened Amphibians of the World.
Tras el Manual de las Aves del Mundo, está preparando la serie equivalente, el Handbook of the Mammals of the World, en colaboración con Conservation International el primer volumen salió el mes de abril de 2009 .
En 2002 Lynx Edicions emprendió un nuevo proyecto: la IBC (Internet Bird Collection). Se trata de una gran base de datos interactiva de acceso gratuito, que pretende compilar videos, fotografías, grabaciones y otra información relativa a todos los pájaros del mundo. Actualmente hay disponibles casi 30.000 vídeos que representan a más de 7000 especies (un 60% de las existentes), y se va incorporando nuevo material diariamente. Hasta enero de 2009 han colaborado 310 personas de 85 países diferentes.

## Popularización
Se dio a conocer internacionalmente cuando se comenzó a publicar el Manual de las Aves del Mundo, una serie de 16 volúmenes que, cuando esté terminó en 2011, se podía documentar por primera vez en una sola obra todo un animal de clase, que ilustran y tratan en detalle todas las especies de esa clase. No existe un equivalente de este gran trabajo integral que se halla completado antes de este o cualquier otro grupo en el animal de reino animalia.
Otros libros publicados por esta empresa son aves del sur de Asia. La Guía de Ripley y el Manual de los Mamíferos del Mundo (una empresa como el trabajo sobre las aves; trabajar en él comenzaron en 2009).